# Norio Niikawa
Norio Niikawa (新川 詔夫, Niikawa Norio), né le 8 mai 1942 et mort le 4 avril 2022, est un médecin et généticien japonais qui a découvert un trouble autosomique dominant appelé syndrome de kabuki, aussi connu sous le nom syndrome de Niikawa-Kuroki. Lui et son équipe ont également identifié un gène du syndrome.

## Biographie
Niikawa complète son M.D. en 1967 à l'école de médecine de l'université de Hokkaidō. Après une formation en pédiatrie à l'hôpital universitaire de Hokkaido, il exerce comme pédiatre pendant plusieurs années. De 1972 à 1975, il travaille dans le laboratoire d'embryologie et cytogénétique du département de gynécologie et d'obstétrique à l'hôpital cantonal de l'université de Genève. Il est nommé professeur et président du département de génétique humaine à l'université de Nagasaki en 1984. Après s'être retiré de son position et être devenu professeur émérite, il a été professeur et directeur de l'Institut de recherche des sciences de la santé personnalisée à l'université des sciences de la santé de Hokkaidō dont il est nommé président en 2010.

## Source de la traduction
- (en) Cet article est partiellement ou en totalité issu de l’article de Wikipédia en anglais intitulé « Norio Niikawa » (voir la liste des auteurs).